# Brisas del Carrizal
Brisas del Carrizal är en ort i Mexiko.   Den ligger i kommunen Nacajuca och delstaten Tabasco, i den sydöstra delen av landet, 700 km öster om huvudstaden Mexico City. Brisas del Carrizal ligger 6 meter över havet och antalet invånare är 2 085.
Terrängen runt Brisas del Carrizal är mycket platt. Runt Brisas del Carrizal är det tätbefolkat, med 442 invånare per kvadratkilometer. Närmaste större samhälle är Villahermosa, 5,3 km sydost om Brisas del Carrizal. Runt Brisas del Carrizal är det i huvudsak tätbebyggt.